# شارلوت دوبريويل
شارلوت دوبريويل (بالفرنسية: Charlotte Dubreuil)‏ هي كاتبة سيناريو ومخرجة وممثلة فرنسية، ولدت في 27 أبريل 1940 في باريس في فرنسا.

## وصلات خارجية
- الموقع الرسمي
- شارلوت دوبريويل على موقع IMDb (الإنجليزية)
- شارلوت دوبريويل على موقع ألو سيني (الفرنسية)
- شارلوت دوبريويل على موقع أول موفي (الإنجليزية)
- شارلوت دوبريويل على موقع قاعدة بيانات الفيلم (الإنجليزية)
- شارلوت دوبريويل على موقع كينوبويسك (الروسية)